# Isotomodes gredensis
Isotomodes gredensis är en urinsektsart som beskrevs av Lucianez och Simòn 1989. Isotomodes gredensis ingår i släktet Isotomodes och familjen Isotomidae. Inga underarter finns listade i Catalogue of Life.